# Sigrid Eriksdotter Vasa
Sigrid Eriksdotter Vasa, född 15 oktober 1566 på Svartsjö slott, död 24 april 1633 på Liuksiala kungsgård, var en svensk prinsessa, enligt Äldre svenska frälsesläkter (1:3 sidan 290), som hänvisar till Erik XIV:s almanacksanteckningar. Hon var dotter till kung Erik XIV och Karin Månsdotter. Sigrid Eriksdotter Vasa blev vid sitt första giftermål slottsfru på Sjundby slott och är begravd i Åbo domkyrka.

## Biografi
Sigrid föddes före föräldrarnas vigsel, men blev från början behandlad som om hon vore kunglig och betraktades som legitim i och med att kung Erik gifte sig med hennes mor två år senare. Hon blev omhändertagen av den franska adelsdamen Johanna (Jeanne) de Herboville, som var gift med en adlig fransk flykting, hugenotten Jean d'Herboville. Vid föräldrarnas bröllop och moderns kröning fick hon stå bredvid dem under en baldakin med sin bror, som ett sätt att visa hennes nya legitimitet och status. Då föräldrarna fängslades fick hon tillstånd att bo utanför deras övervakade våning och omhändertogs periodvis av Herboville och Katarina Stenbock. Hon fördes med modern till Åbo slott 1573, och de släpptes båda fria 1577.

### Hovdam
Karin Månsdotter ska ha varit en omtänksam förälder, men Sigrids uppfostran i Finland bedöms endast ha varit inriktad på praktiska ting. Det är oklart om Johan III betraktade henne som en prinsessa eller ett frillobarn, men det är troligt att han såg henne som något mellanting. År 1582 följde hon sin mor till hovet i Stockholm. Det är osäkert om Sigrid följde med sin mor tillbaka till Finland eller om hon stannade vid hovet, men år 1586 är hon bekräftad som hovjungfru åt sin kusin prinsessan Anna.
År 1587 fick Sigrid förläningsrätt och arvsrätt till sin mors kungsgård i Finland, vilket gav henne en egen inkomst. Det är oklart om förläningsrätten innebar att ägorätten över egendomen med detta tillföll Sigrid i stället för Karin. Samma år följde hon sin kusin Anna till Polen. Där ska hon ha mött sin bror Gustav, eller åtminstone fått information om honom, som hon sedan meddelade sin mor. Det finns inga andra uppgifter om att syskonen ska ha mötts efter detta.

### Giftermål
Hur länge Sigrid var hovfröken hos Anna är oklart, men hon flyttade troligen till Finland 1596. Hon gifte sig 1597 med Henrik Klasson Tott. Vid sitt giftermål 1597 fick hon Annas tillstånd såsom varande hennes underlydande i egenskap av hovdam.  Sigrid tvingades 1599 följa med maken i exil till Riga av politiska orsaker, då han var illa sedd hos hertig Karl som Sigismund-anhängare. De kunde inte återvända på grund av makens hälsa. Först som änka 1603 kunde hon återvända till Finland. Hon bodde sedan omväxlande på makens och moderns gods, och det är bekräftat att hon och modern besökte varandra.
Hon gifte sig 10 september 1609 på slottet Tre Kronor i Stockholm med Nils Nilsson (Natt och Dag) (1554–1613). Efter sitt andra äktenskap 1609 levde Sigrid vid hovet, där maken hade en befattning. Det är belagt att hon vid ett antal tillfällen ska ha varit inblandad i gräl med Karl IX, då han underlät att uppfylla ekonomiska löften han givit henne, och att det ibland förekom att hon kallades "bastard", men hon tycks ha varit en fullt accepterad medlem av hovet. Hon var mor till Åke Henriksson Tott (1598–1640), Erik Henriksson Tott (–1621), samt ytterligare två barn som dog unga.